# Karyna Kazlouskaya
Karyna Yurieuna Kazlouskaya (en bielorruso: Карына Юр'еўна Казлоўская; Minsk, 18 de julio de 2000) es una deportista bielorrusa que compite en tiro con arco, en la modalidad de arco recurvo.
En los Juegos Europeos de Minsk 2019 consiguió una medalla de plata en la prueba por equipo. Participó en los Juegos Olímpicos de Tokio 2020, ocupando el cuarto lugar en la misma prueba.

## Palmarés internacional
| Juegos Europeos | Juegos Europeos     | Juegos Europeos  | Juegos Europeos |
| Año             | Lugar               | Medalla          | Prueba          |
| --------------- | ------------------- | ---------------- | --------------- |
| 2019            | Minsk (Bielorrusia) | Medalla de plata | Equipo          |